# Филиповський Олександр
Олекса́ндр Филипо́вський (1889, Чернігів — ?) — український учений-агроном.

## Біографічні відомості
У 1920-х роках працював директором Київської обласної сільськогосподарської дослідної станції.
На початку 1930-х років Филиповського заарештували під час колективізації. Подальша доля невідома.